# Gordon Fowler
Harold Gordon Fowler (Donington, 4 de janeiro de 1899 — Aldershot, 30 de junho de 1975) foi um velejador britânico, medalhista olímpico. Ele competiu nos Jogos Olímpicos de Verão de 1924 na classe 8 Metre e conquistou a medalha de prata na disputa realizada a bordo do Emily com Ernest Roney, Edwin Jacob, Thomas Riggs e Walter Riggs. Ao mesmo tempo, Fowler também competiu na Monotype em 1924 e terminou em sétimo nesta regata.